# .kn
.kn (Inglês: Saint Kitts and Nevis) é o código TLD (ccTLD) na Internet para o São Cristóvão e Neves.

## Segundo nível de código
- NET.KN
- ORG.KN
- EDU.KN
- GOV.KN